# Romed Baumann
Romed Baumann (* 14. Jänner 1986 in St. Johann in Tirol) ist ein österreichisch-deutscher Skirennläufer. Seit der Saison 2019/20 startet er für Deutschland.
Baumann startete im Lauf seiner Karriere in allen Disziplinen. Seine besten Weltcupergebnisse erzielte er in der Kombination und in der Abfahrt. Bei Weltmeisterschaften gewann er für den ÖSV im Jahr 2011 in Garmisch-Partenkirchen die Silbermedaille im Mannschaftswettbewerb und 2013 in Schladming Bronze in der Super-Kombination; für den DSV holte er 2021 in Cortina d’Ampezzo Silber im Super-G. Damit ist er der erste Skirennläufer der Nachkriegsgeschichte, der für zwei verschiedene Nationen Medaillen bei Weltmeisterschaften gewann.

## Biografie
Romed Baumann wuchs als Sohn eines Eisenbahners und einer Pädagogin in der Biathlon-Hochburg Hochfilzen auf. Mit drei Jahren bekam er von den Eltern seine ersten Paar Skier, bereits als Volksschüler begann er beim Skiclub seines Heimatortes unter Helmut Niedermoser mit dem Skitraining. Er absolvierte die Matura in Saalfelden und gehörte bis 2019 als Zeitsoldat des Bundesheeres, und Teil des Heeressportzentrums, der Nationalmannschaft des Österreichischen Skiverbandes (ÖSV) an. 
Der Tiroler zeigte bereits als Schüler sein Talent und rückte durch seine Erfolge mit der Zeit über den Bezirkskader bis in den Kader des Landesskiverbandes auf. 2003 kam er in den ÖSV-Nachwuchskader, zwei Jahre darauf folgte der Aufstieg in den B-Kader. Nach seinem Sieg in der Abfahrt bei den Juniorenweltmeisterschaften in Maribor durfte er 2004 im Weltcup debütieren und belegte beim Abfahrtslauf in Sestriere den 26. Platz. In der Saison 2004/05 fuhr er weiterhin im Europacup und platzierte sich dabei regelmäßig unter den ersten 15 Läufern. Im selben Jahr krönte sich der Tiroler mit dem Sieg in der Alpinen Kombination erstmals in seiner noch jungen Karriere zum Österreichischen Meister in der allgemeinen Klasse.
Im Winter 2005/06 gewann er in Québec den Titel des Juniorenweltmeisters in der Kombination, belegte in dieser Saison seine ersten Podestplätze im Europacup und erreichte den Gesamtsieg im Abfahrts-Europacup. Aufgrund dieser guten Leistungen folgte 2006 die Aufnahme in den A-Kader des ÖSV. Im Weltcup kam er nach seinem Debüt erst wieder 2006 im finnischen Levi zum Einsatz und konnte dort mit dem 14. Rang im Slalom auf sich aufmerksam machen. Kurz darauf erreichte er bei der Super-Kombination auf der Reiteralm mit Platz zwei überraschend seinen ersten Podestplatz. Bei den Weltmeisterschaften 2007 in Åre wurde er Siebenter in der Super-Kombination. 
Baumann wurde im Weltcup zu einem beständigen Punktefahrer und kam oftmals unter die besten 20, Top-10-Resultate bildeten zunächst aber die Ausnahme. Bei den Weltmeisterschaften 2009 in Val-d’Isère wurde er Achter in der Super-Kombination. Kurz darauf erreichte er seine besten Weltcupresultate der Saison 2008/09, als er binnen einer Woche zweimal Vierter in den Riesenslaloms von Sestriere und Kranjska Gora wurde und in der Super-Kombination von Sestriere seinen ersten Weltcupsieg feierte. Der nächste Podestplatz gelang dem Tiroler am 11. Dezember 2009 mit Rang drei in der Super-Kombination von Val-d’Isère. Weitere vier Mal kam er in der Saison 2009/10 unter die besten zehn. Bei den Olympischen Winterspielen 2010 in Vancouver erreichte er Platz fünf im Riesenslalom, fiel aber in der Super-Kombination aus.
In der Saison 2010/11 konnte sich Baumann in den schnellen Disziplinen Abfahrt und Super-G deutlich steigern. Er fuhr dreimal auf das Podest, wobei der zweite Platz in der Abfahrt von Gröden sein bestes Saisonergebnis war, und weitere zehn Mal unter die schnellsten zehn, womit er Platz fünf im Abfahrtsweltcup, Rang sieben im Super-G-Weltcup und ebenfalls Rang sieben im Gesamtweltcup erreichte. Bei den Weltmeisterschaften 2011 in Garmisch-Partenkirchen gewann er im Mannschaftswettbewerb die Silbermedaille. Zudem wurde er Vierter in der Abfahrt, Sechster im Super-G und Elfter im Riesenslalom. In der Saison 2011/12 gewann Baumann eine Super-Kombination (in Chamonix) und fuhr in zwei Abfahrten auf den zweiten Platz.
Bei den Weltmeisterschaften 2013 in Schladming gewann Baumann die Bronzemedaille in der Super-Kombination, wobei er im Abfahrtslauf die Bestzeit erzielt hatte. Am 13. Februar 2017 lag er in der Alpinen Kombination bei den Weltmeisterschaften 2017 in St. Moritz nach dem Abfahrtslauf in Führung, war dann aber auf Grund der durch die starke Sonneneinstrahlung beeinflussten Piste im Slalom chancenlos und fiel auf Endrang 12 zurück.
Nach seiner Heirat mit der ehemaligen Ski-Rennläuferin Veronika "Vroni" Eller im April 2019 nahm der in Kiefersfelden lebende Baumann auch die deutsche Staatsbürgerschaft an und gab bekannt, künftig für den DSV an den Start gehen zu wollen. Voraussetzung war die Zustimmung des Weltverbandes FIS. Seinen bisher größten Erfolg für die deutsche Mannschaft feierte er 2021 bei den Weltmeisterschaften 2021 in Cortina d’Ampezzo mit dem Gewinn der Silbermedaille im Super-G. Dies war das historisch beste deutsche WM-Ergebnis in einem Herren-Super-G sowie die erste deutsche WM-Medaille in einem Speed-Event der Herren seit 2001 (Abfahrts-Bronze durch Florian Eckert). Baumann ist damit auch der erste Skirennläufer der Nachkriegsgeschichte, der Weltmeisterschaftsmedaillen für zwei verschiedene Nationen geholt hat. In der darauf folgenden Abfahrt belegte er den 14. Platz, zog sich jedoch nach der Zieleinfahrt durch einen Sturz in die Absperrungen eine Gehirnerschütterung und Schnittverletzungen im Gesicht zu und musste vorzeitig abreisen. Für den Start in der Super-Kombination fiel er somit aus.

## Erfolge

### Olympische Winterspiele
- Vancouver 2010: 5. Riesenslalom
- Sotschi 2014: 14. Super-Kombination
- Peking 2022: 7. Super-G, 13. Abfahrt

### Weltmeisterschaften
- Åre 2007: 7. Super-Kombination
- Val-d’Isère 2009: 8. Super-Kombination
- Garmisch-Partenkirchen 2011: 2. Mannschaftswettbewerb, 4. Abfahrt, 6. Super-G, 11. Riesenslalom
- Schladming 2013: 3. Super-Kombination, 8. Super-G
- Vail/Beaver Creek 2015: 4. Alpine Kombination
- St. Moritz 2017: 12. Alpine Kombination
- Åre 2019: 14. Alpine Kombination
- Cortina d’Ampezzo 2021: 2. Super-G, 14. Abfahrt
- Courchevel/Méribel 2023: 19. Abfahrt, 27. Super-G
- Saalbach-Hinterglemm 2025: 20. Abfahrt, 22. Super-G

### Weltcupwertungen
| Saison  | Gesamt | Gesamt | Abfahrt | Abfahrt | Super-G | Super-G | Riesenslalom | Riesenslalom | Slalom | Slalom | Kombination | Kombination | City Event | City Event |
| Saison  | Platz  | Punkte | Platz   | Punkte  | Platz   | Punkte  | Platz        | Punkte       | Platz  | Punkte | Platz       | Punkte      | Platz      | Punkte     |
| ------- | ------ | ------ | ------- | ------- | ------- | ------- | ------------ | ------------ | ------ | ------ | ----------- | ----------- | ---------- | ---------- |
| 2006/07 | 46.    | 169    | 58.     | 1       | –       | –       | –            | –            | 40.    | 28     | 6.          | 140         | –          | –          |
| 2007/08 | 42.    | 226    | 28.     | 67      | –       | –       | 31.          | 47           | 46.    | 26     | 12.         | 86          | –          | –          |
| 2008/09 | 19.    | 448    | 25.     | 75      | –       | –       | 10.          | 204          | –      | –      | 3.          | 169         | –          | –          |
| 2009/10 | 19.    | 407    | 25.     | 80      | 31.     | 29      | 14.          | 164          | –      | –      | 6.          | 134         | –          | –          |
| 2010/11 | 7.     | 703    | 5.      | 269     | 7.      | 197     | 17.          | 101          | –      | –      | 7.          | 106         | 5.         | 30         |
| 2011/12 | 13.    | 758    | 8.      | 356     | 21.     | 86      | 22.          | 107          | –      | –      | 3.          | 159         | 4.         | 50         |
| 2012/13 | 27.    | 256    | 17.     | 119     | 20.     | 53.     | 34.          | 25           | –      | –      | 6.          | 159         | –          | –          |
| 2013/14 | 37.    | 225    | 21.     | 105     | 17.     | 105     | –            | –            | –      | –      | 25.         | 15          | –          | –          |
| 2014/15 | 14.    | 461    | 9.      | 272     | 13.     | 147     | –            | –            | –      | –      | 13.         | 42          | –          | –          |
| 2015/16 | 18.    | 451    | 16.     | 199     | 15.     | 164     | –            | –            | –      | –      | 8.          | 88          | –          | –          |
| 2016/17 | 42.    | 192    | 19.     | 118     | 30.     | 32      | –            | –            | –      | –      | 13.         | 42          | –          | –          |
| 2017/18 | 47.    | 146    | 22.     | 75      | 32.     | 29      | –            | –            | –      | –      | 12.         | 42          | –          | –          |
| 2018/19 | 90.    | 63     | 51.     | 9       | –       | –       | –            | –            | –      | –      | 8.          | 54          | –          | –          |
| 2019/20 | 61.    | 133    | 22.     | 88      | 35.     | 21      | –            | –            | –      | –      | 27.         | 24          | –          | –          |
| 2020/21 | 24.    | 299    | 6.      | 196     | 15.     | 103     | –            | –            | –      | –      | –           | –           | –          | –          |
| 2021/22 | 35.    | 229    | 19.     | 137     | 17.     | 92      | –            | –            | –      | –      | –           | –           | –          | –          |
| 2022/23 | 22.    | 310    | 8.      | 244     | 22.     | 66      | –            | –            | –      | –      | –           | –           | –          | –          |
| 2023/24 | 88.    | 57     | 37.     | 45      | 46.     | 12      | –            | –            | –      | –      | –           | –           | –          | –          |
| 2024/25 | 66.    | 111    | 25.     | 62      | 29.     | 49      | –            | –            | –      | –      | –           | –           | –          | –          |

### Weltcupsiege
Baumann erzielte bisher 11 Podestplätze in Einzelrennen, davon 2 Siege:
| Datum            | Ort       | Land       | Disziplin         |
| ---------------- | --------- | ---------- | ----------------- |
| 22. Februar 2009 | Sestriere | Italien    | Super-Kombination |
| 5. Februar 2012  | Chamonix  | Frankreich | Super-Kombination |

Hinzu kommen 2 Podestplätze bei Mannschaftswettbewerben.

### Europacup
- Saison 2005/06: 5. Gesamtwertung, 1. Abfahrtswertung, 7. Slalomwertung
- 5 Podestplätze

### Juniorenweltmeisterschaften
- Maribor 2004: 1. Abfahrt, 5. Kombination, 12. Slalom, 28. Riesenslalom
- Bardonecchia 2005: 12. Abfahrt, 22. Super-G
- Québec 2006: 1. Kombination, 2. Abfahrt, 2. Slalom, 5. Riesenslalom

### Weitere Erfolge
- 6-facher österreichischer Staatsmeister (Riesenslalom: 2007, 2008; Kombination: 2005, 2007, 2008; Super-G: 2013)
- 8-facher österreichischer Jugendmeister (Abfahrt: 2003, 2005, 2006, Riesenslalom: 2004, 2005, Slalom: 2004, Super-G: 2005, Kombination: 2005)
- Militär- und Polizeiweltmeister im Riesenslalom 2008
- 9 Siege in FIS-Rennen (5 × Riesenslalom, 2 × Abfahrt, 1 × Super-G, 1 × Slalom)

## Privates
Baumann ist verheiratet und Vater von zwei Töchtern. Er lebt mit seiner Familie in Kiefersfelden bei Kufstein.